# NGC 4650
NGC 4650 (również PGC 42891) – galaktyka spiralna z poprzeczką (SB0-a), znajdująca się w gwiazdozbiorze Centaura. Odkrył ją John Herschel 26 czerwca 1834 roku.